# Micha Powell
Micha Powell (* 12. Januar 1995 in Montreal) ist eine kanadische Leichtathletin, die im Sprint antritt und sich auf die 400-Meter-Distanz spezialisiert hat.

## Sportliche Laufbahn
Micha Powell studierte ab 2013 an der University of Maryland und sammelte 2015 erste Erfahrungen bei internationalen Meisterschaften, als sie bei den NACAC-Meisterschaften in San José mit 53,73 s in der ersten Runde über 400 m ausschied und mit der kanadischen 4-mal-400-Meter-Staffel in 3:33,65 min den vierten Platz belegte. 2017 nahm sie an der Sommer-Universiade in Taipeh teil und schied dort mit 55,22 s im Halbfinale über 400 m aus und belegte mit der Staffel in 3:36,44 min Rang vier. Im Jahr darauf startete sie mit der Staffel bei den NACAC-Meisterschaften in Toronto und gewann dort in 3:28,04 min gemeinsam mit Aiyanna Stiverne, Travia Jones und Alicia Brown die Bronzemedaille hinter den Teams aus den Vereinigten Staaten und Jamaika. 2022 startete sie bei den Hallenweltmeisterschaften in Belgrad und schied dort mit 54,65 s in der ersten Runde über 400 Meter aus. Im Juli verhalf sie der kanadischen Staffel bei den Weltmeisterschaften in Eugene zum Finaleinzug und anschließend schied sie bei den Commonwealth Games in Birmingham mit 53,37 s im Halbfinale über 400 Meter aus und siegte in 3:25,84 min gemeinsam mit Natassha McDonald, Aiyanna Stiverne und Kyra Constantine in der 4-mal-400-Meter-Staffel.
2021 wurde Powell kanadische Meisterin in der 4-mal-400-Meter-Staffel. Sie ist die Tochter des Weitsprung-Weltrekordhalters Mike Powell und der Hürdenläuferin und Moderatorin Rosey Edeh.

## Persönliche Bestleistungen
- 200 Meter: 23,37 s (−1,6 m/s), 1. August 2021 in Toronto
  - 200 Meter (Halle): 24,03 s, 28. Januar 2022 in Boston
- 400 Meter: 51,97 s, 27. Mai 2016 in Jacksonville
  - 400 Meter (Halle): 52,68 s, 27. Februar 2022 in Boston